# پرچم ونزوئلا
پرچم ونزوئلا برای اولین بار در ۱۲ مارس ۲۰۰۶ به رسمیت شناخته شد. به‌عنوان پرچم استان و نشان جنگ و نشان استان و نشان نیروی دریایی شناخته می‌شود و همچنین دارای تناسب ۲:۳ می‌باشد. این پرچم دارای سه نوار افقی زرد و آبی و قرمز است.
پرچم کشورهای کلمبیا و اکوادور نیز مشابه پرچم ونزوئلا و برگرفته از پرچم کلمبیای بزرگ است. این پرچم‌ها بر اساس طراحی فرانسیسکو د میراندا ساخته شده‌اند. از جمله تفاوت‌های پرچم ونزوئلا با دو کشور کنونی دیگر، در اندازهٔ قسمت‌های مربوط به هر رنگ و علائم آن است. در پرچم ونزوئلا هر سه رنگ به یک اندازه هستند و نشان ملی ونزوئلا در گوشهٔ چپ پرچم و هشت ستارهٔ سفید در وسط آن اضافه شده‌اند.

## رنگ‌بندی
رنگ‌های رسمی این پرچم به قرار زیرند:
| Scheme                      | زرد                  | آبی                 | سرخ                  |
| --------------------------- | -------------------- | ------------------- | -------------------- |
| پانتون                      | ۱۱۶                  | ۲۸۷                 | ۱۸۶                  |
| مدل رنگی آرجی‌بی (رنگ‌های وب) | 252-209-22 (#FCD116) | 0-56-147 (#003893)  | 206-17-38 (#CE1126)  |
| مدل رنگی سی‌ام‌وای‌کی          | C0-M17.1-Y91.3-K0    | C100-M61.9-Y0-K42.4 | C0-M91.7-Y81.6-K19.2 |

با توجه به تفسیر کنونی رنگ‌ها در پرچم ونزوئلا آمده‌است:
- زرد: نشان دهندهٔ ثروت کشور، منابع طبیعی ونزوئلا، طلا، حاکمیت، هماهنگی، عدالت، کشاورزی و همچنین خورشید، منبع نور، است
- آبی: دریاها را در سواحل ونزوئلا، رودخانه‌هایی که از طریق آن عبور می‌کنند، و آسمان را نشان می‌دهد.
- سرخ: نشان دهندهٔ خون ریخته شدهٔ سربازان، برای آزادی ونزوئلاست.

## تاریخچه

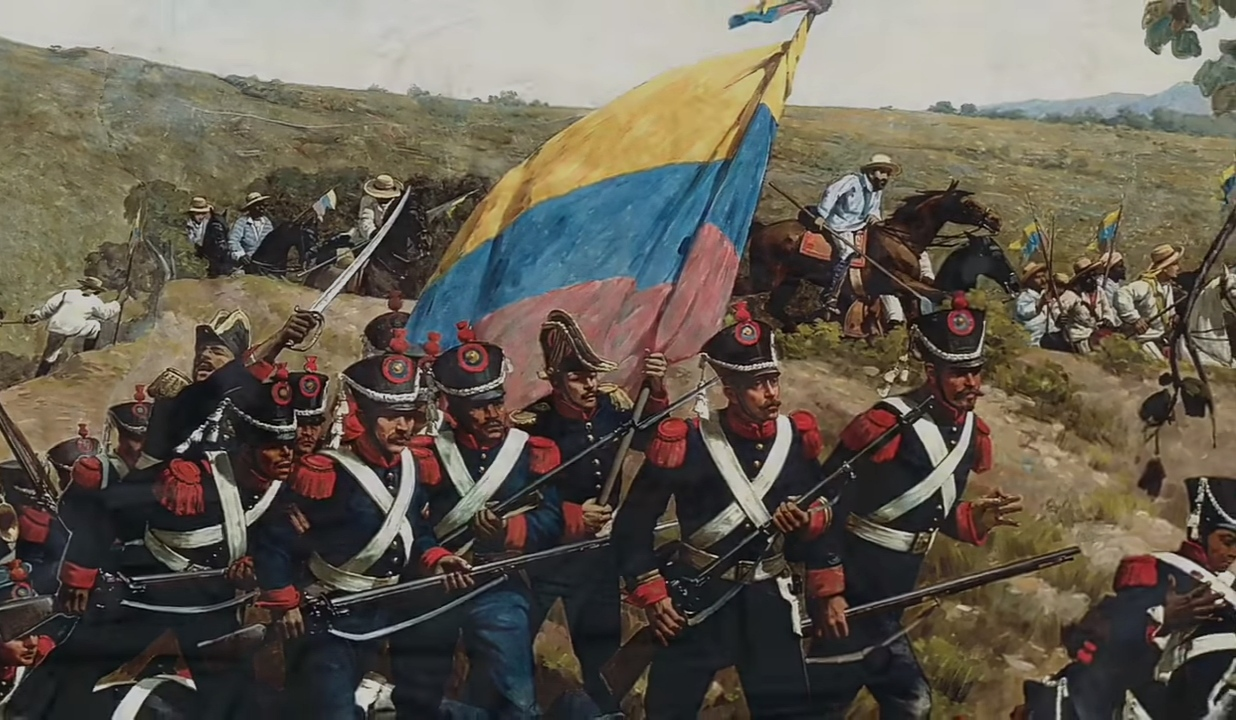
نقاشی از نبرد کارابوبو (۱۸۸۷) اثر مارتین توار ئی توار.

فرانسیسکو د میراندا کسی بود که پرچم گرند کلمبیا و ترکیب سه‌رنگ کنونی پرچم‌های کلمبیا، ونزوئلا و اکوادور را ساخت و آن پرچم با اختلافات جزئی هنوز مورد استفاده قرار می‌گیرد. میراندا برای طراحی خود دو منبع الهام را ذکر کرده‌است. در نامه‌ای به سمیون ورونتسوف و فیلسوف شهیر، گوته، میراندا نوشته‌است که صحبت‌هایش با گوته در جشن زمستانی در سال ۱۷۸۵ منبع ذوق او بوده. با توجه به حضور میراندا در جنگ‌های مختلف، سفر مداومش به اروپا و آمریکا و وقوع جنگ‌های استقلال آمریکا، گوته به او سفارش کرد: «سرنوشت شما چنین است که در سرزمین‌تان جایگاهی ایجاد کنید که دست روزگار رنگ از رویش نشوید.» او توضیح می‌دهد که این جمله موجب خلق پرچم گشت:
| « | نخست به من آموخت که عنبیه نور را به سه رنگ اصلی تجزیه می‌کند […] سپس به من ثابت کرد که چرا زرد گرم‌ترین، نجیب و نزدیک‌ترین رنگ به روشنایی نور است؛ چرا آبی ترکیبی آشنا از هیجان و آرامش است و فاصله ای است که سایه‌ها را برمی‌انگیزاند؛ و چرا سرخ عطش است و ناپدید شدن نور به سوی سایه‌هاست. این‌گونه نیست که جهان از زرد، آبی و قرمز تشکیل شده باشد؛ در ترکیب بی‌نهایت از این سه رنگ، ما انسان‌ها تمامی اشکال رنگ‌ها را می‌بینیم. [...] [گوته به این نتیجه رسید که] کار یک کشور از یک عنوان و یک پرچم شروع می‌شود و پس از آن مردم آن‌ها را به رسمیت می‌شناسد، همان‌طور که یک مرد سرنوشت خود را برآورده می‌کند. | » |

میراندا پس از طراحی پرچم در بازدید از یک نقاشی کهن در جنوا متوجه شد که کریستف کلمب هنگام فتوحات اولیه خود در قاره نوین، در سفرنامه کریستف کلمب به پرچمی با رنگ‌های مشابه پرچم او اشاره کرده‌است.
در خاطرات نظامی میراندا منبع الهام دیگری نیز وجود دارد: استاندارد زرد، آبی و قرمز گارد برگر (Bürgerwache) در هامبورگ که او در طول سفرهایش به آلمان دید.
در سال ۱۸۰۱ در طرح تشکیل ارتشی برای جنگ‌های استقلال آمریکای اسپانیا، درخواست ناموفقی از میراندا به کابینه بریتانیا، داده شد که طراحی ده پرچم با سه رنگ زرد، سرخ و آبی برای مناطق قارهٔ آمریکا در آن بود. ولی تا ۱۲ مارس ۱۸۰۶، در ژاکمل هائیتی و طی عملیات آزادسازی ونزوئلا، این پرچم نمایش داده نشد.

## تغییرات در قرن نوزدهم
در نیمهٔ اول قرن نوزدهم، هفت ستاره به پرچم اضافه شدند تا نمایندگان هفت امضا کنندهٔ اعلامیه استقلال ونزوئلا، که استان‌های کاراکاس، کومونا، بارسلونا، باریناس، مارگاریتا، مریدا و ترجی جیو بودند، باشند. پس از فتح برخی نواحی گویان، سیمون بولیوار دستور داد هشتمین ستاره را به پرچم بیفزایند.

پرچم ونزوئلا (۱۸۱۰–۱۸۱۲)
پرچم ونزوئلا (۱۸۱۳-۱۸۱۴)
پرچم ونزوئلا (۱۸۱۷–۱۸۱۹)
پرچم ونزوئلا (۱۸۳۰–۱۸۳۶)
پرچم ونزوئلا (۱۸۳۶–۱۸۵۹)
پرچم ونزوئلا (۱۸۵۹)
پرچم ونزوئلا (۱۸۵۹–۱۸۶۳)
پرچم ونزوئلا (۱۸۶۳–۱۹۰۵)
پرچم ونزوئلا (۱۹۰۵–۱۹۳۰)
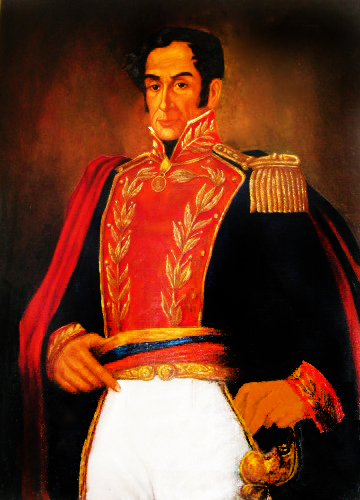
کمربند سیمون بولیوار رنگ‌های پرچم ونزوئلا را نشان می‌دهد.